# San Antonio Spurs 1992-1993
La stagione 1992-93 dei San Antonio Spurs fu la 17ª nella NBA per la franchigia.
I San Antonio Spurs arrivarono secondi nella Midwest Division della Western Conference con un record di 49-33. Nei play-off vinsero il primo turno con i Portland Trail Blazers (3-1), perdendo poi la semifinale di conference con i Phoenix Suns (4-2).

## Classifica
| Squadra                | V  | P  | %    | GB |
| ---------------------- | -- | -- | ---- | -- |
| Houston Rockets        | 55 | 27 | 67,1 | -  |
| San Antonio Spurs      | 49 | 33 | 59,8 | 6  |
| Utah Jazz              | 47 | 35 | 57,3 | 8  |
| Denver Nuggets         | 36 | 46 | 43,9 | 19 |
| Minnesota Timberwolves | 19 | 63 | 23,2 | 36 |
| Dallas Mavericks       | 11 | 71 | 13,4 | 44 |

## Roster
| N° | Naz.                   | Ruolo | Sportivo        | Anno | Alt. | Peso |
| -- | ---------------------- | ----- | --------------- | ---- | ---- | ---- |
| 00 | Stati Uniti (bandiera) | C     | William Bedford | 1963 | 213  | 102  |
| 2  | Stati Uniti (bandiera) | AC    | Larry Smith     | 1958 | 203  | 98   |
| 3  | Stati Uniti (bandiera) | GA    | Dale Ellis      | 1960 | 201  | 93   |
| 5  | Stati Uniti (bandiera) | GA    | Sam Mack        | 1970 | 201  | 100  |
| 6  | Stati Uniti (bandiera) | G     | Avery Johnson   | 1965 | 178  | 79   |
| 7  | Stati Uniti (bandiera) | A     | J.R. Reid       | 1968 | 206  | 112  |
| 10 | Stati Uniti (bandiera) | A     | David Wood      | 1964 | 206  | 103  |
| 12 | Stati Uniti (bandiera) | G     | Matt Othick     | 1969 | 188  | 73   |
| 15 | Stati Uniti (bandiera) | G     | Vinny Del Negro | 1966 | 193  | 84   |
| 21 | Stati Uniti (bandiera) | AC    | Sidney Green    | 1961 | 206  | 100  |
| 24 | Stati Uniti (bandiera) | G     | Lloyd Daniels   | 1966 | 201  | 93   |
| 32 | Stati Uniti (bandiera) | A     | Sean Elliott    | 1968 | 203  | 93   |
| 34 | Stati Uniti (bandiera) | A     | Terry Cummings  | 1961 | 206  | 100  |
| 35 | Stati Uniti (bandiera) | AC    | Antoine Carr    | 1961 | 206  | 102  |
| 40 | Stati Uniti (bandiera) | GA    | Willie Anderson | 1967 | 201  | 86   |
| 50 | Stati Uniti (bandiera) | C     | David Robinson  | 1965 | 216  | 107  |

## Staff tecnico
- Allenatori: Jerry Tarkanian (9-11) (fino al 18 dicembre)[1], Rex Hughes (1-0), John Lucas (39-22)
- Vice-allenatori: Ron Adams, Rex Hughes, Tom Thibodeau, George Gervin, Ed Manning
- Preparatore atletico: John Andersen